# Odo lenis
Odo lenis är en spindelart som beskrevs av Eugen von Keyserling 1887. Odo lenis ingår i släktet Odo och familjen taggfotsspindlar.
Artens utbredningsområde är Nicaragua. Inga underarter finns listade i Catalogue of Life.